# Oldenhorn
L'Oldenhorn (alemany suís: Oldehore; francès: L'Oldenhorn o Becca d'Audon) és una muntanya de 3.123 m de la part occidental dels Alps Bernesos, Suïssa. La cima és el trifini entre els cantons de Vaud, Berna i Valais.
L'Oldenhorn és el segon cim més alt del massís del Diablerets i del cantó de Vaud. És orientat cap al Glacera de Tsanfleuron al sud i al Coll del Pillon al nord.
La cima pot ser fàcilment assolida per l'aresta est en menys de tres hores pujant amb el telefèric de Glacier 3000 des del Coll del Pillon i travessant la glacera de Tsanfleuron. La primera ascensió coneguda és del 20 de setembre de 1857 per Thomas Woodbine Hinchcliff, Eaglesfield Bradshaw Smith i dos guies locals.